# Коэн Стюарт, Арнольд Джейкоб
Арнольд Джейкоб Коэн Стюарт (англ.  Arnold Jacob Cohen Stuart; 4 октября 1855, Гаага, Южная Голландия, Нидерланды — 13 марта 1921, Лондон, Англия) — голландский экономист, разработчик прогрессивной шкалы Коэна Стюарта для подоходного налога.

## Биография
Арнольд родился 4 октября 1855 года в Гааге в семье администратора финансов и члена совета директоров Колониального Совета Джеймса Абрама Теодора Коэн Стюарта (2.12.1818—18.11.1883) и Корнелии (22.12.1823—19.06.1866). Арнольд был третьем ребёнком в семье: старшая сестра Петронелла Вильгельмина Теодора (24.05.1851-09.01.1923) и старший брат инженер-химик Мартинус.(11.03.1853-10.05.1900), младший брат Уильям Джеймс Коэн Стюарт (04.03.1857—02.06.1935) был министром ВМФ Голландии, младшая сестра Баудина Мария (04.08.1862—29.01.1934), остальные  дети умерли в младенчестве. Дядя Арнольда Льюис Коэн Стюарт (1827—1878) был известным голландским инженером.
В 1878 году Арнольд закончил Делфтский технический университет, после чего отправился супервайзером гидросооружений на остров Ява, Голландская Ост-Индия. Позже вернулся в Голландию и получил степень доктора права в Амстердамском университете, написав докторскую диссертацию по теории прогрессивного налогообложения, а научным руководителем был будущий премьер-министр Голландии Николас Пирсон.
Арнольд стал адвокатом в Амстердаме и практиковал несколько лет, был секретарём Торговой палаты и членом Совета графства, но в 1900 году ушёл в отставку, став сотрудником Asiatic Petroleum Company (Anglo Saxon Petroleum) в Лондоне, где был управляющим директором в 1907—1915 годах и членом наблюдательного совета в 1915—1921 годах. Был почётным членом Королевского экономического общества.
Семья
Коэн Стюарт женился на Софи Кристине Алиде Энгелбрегт (09.03.1873—13.03.1968), и у них родились две дочери Корнелия (12.03.1903—03.01.1984) и Гертруда (02.05.1905-09.1965) и сын Арнольд (28.07.1910-16.05.1940).
Коэн Стюарт умер 13 марта 1921 года в Лондоне.

## Вклад в науку
Арнольд Коэн Стюарт в своей докторской диссертации разработал в 1889 году свою прогрессивную школу подоходного налога, при которой богатые платят больше, а бедные меньше, при этом каждый индивид теряет равную величину предельной полезности.